# Christoph Markschies

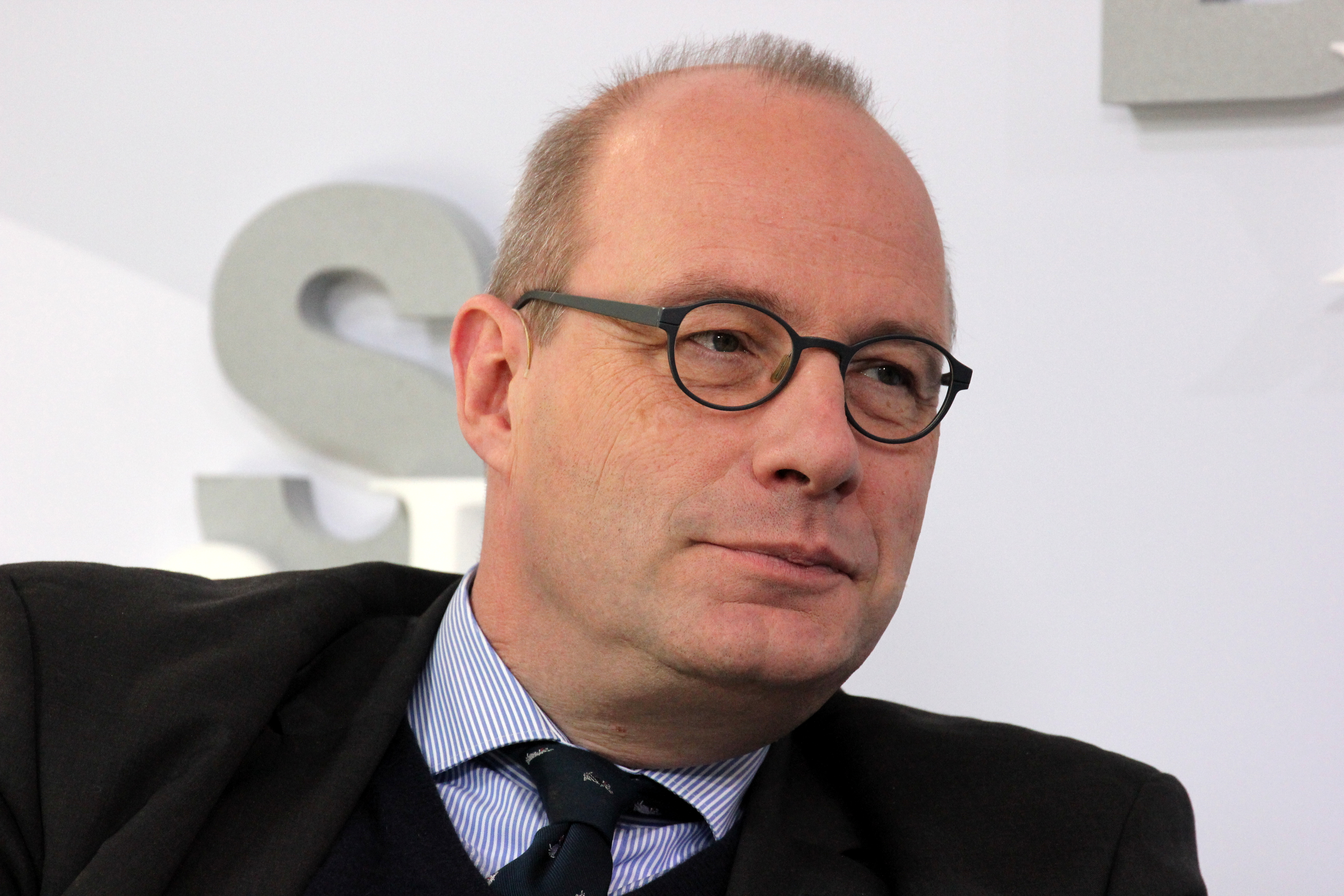
Christoph Markschies auf der Frankfurter Buchmesse 2017

Christoph Johannes Markschies (* 3. Oktober 1962 in Berlin-Zehlendorf) ist ein deutscher evangelischer Theologe und Professor für Antikes Christentum.
Vom 1. Januar 2006 bis zum 18. Oktober 2010 war er Präsident der Humboldt-Universität zu Berlin. Am 2. Dezember 2011 wurde er zum Vizepräsidenten der Berlin-Brandenburgischen Akademie der Wissenschaften gewählt, am 29. November 2019 in Nachfolge von Martin Grötschel zum neuen Präsidenten, ein Amt, das er am 1. Oktober 2020 antrat. Am 29. November 2024 wurde er für eine zweite Amtszeit bestätigt. Seit 2015 ist er Leiter des Berliner Instituts Kirche und Judentum.
Seine Forschungsschwerpunkte innerhalb der Älteren Kirchengeschichte sind vor allem die Geistes- und Ideengeschichte – insbesondere Gnosis und Montanismus sowie die Transformation der paganen Philosophie in der christlichen Theologie – im Kontext anderer Religionen, Auslegung der christlichen Bibel und ihre parallele jüdische Auslegungsgeschichte sowie die Geschichte und Gegenwart der jüdisch-christlichen Beziehungen.

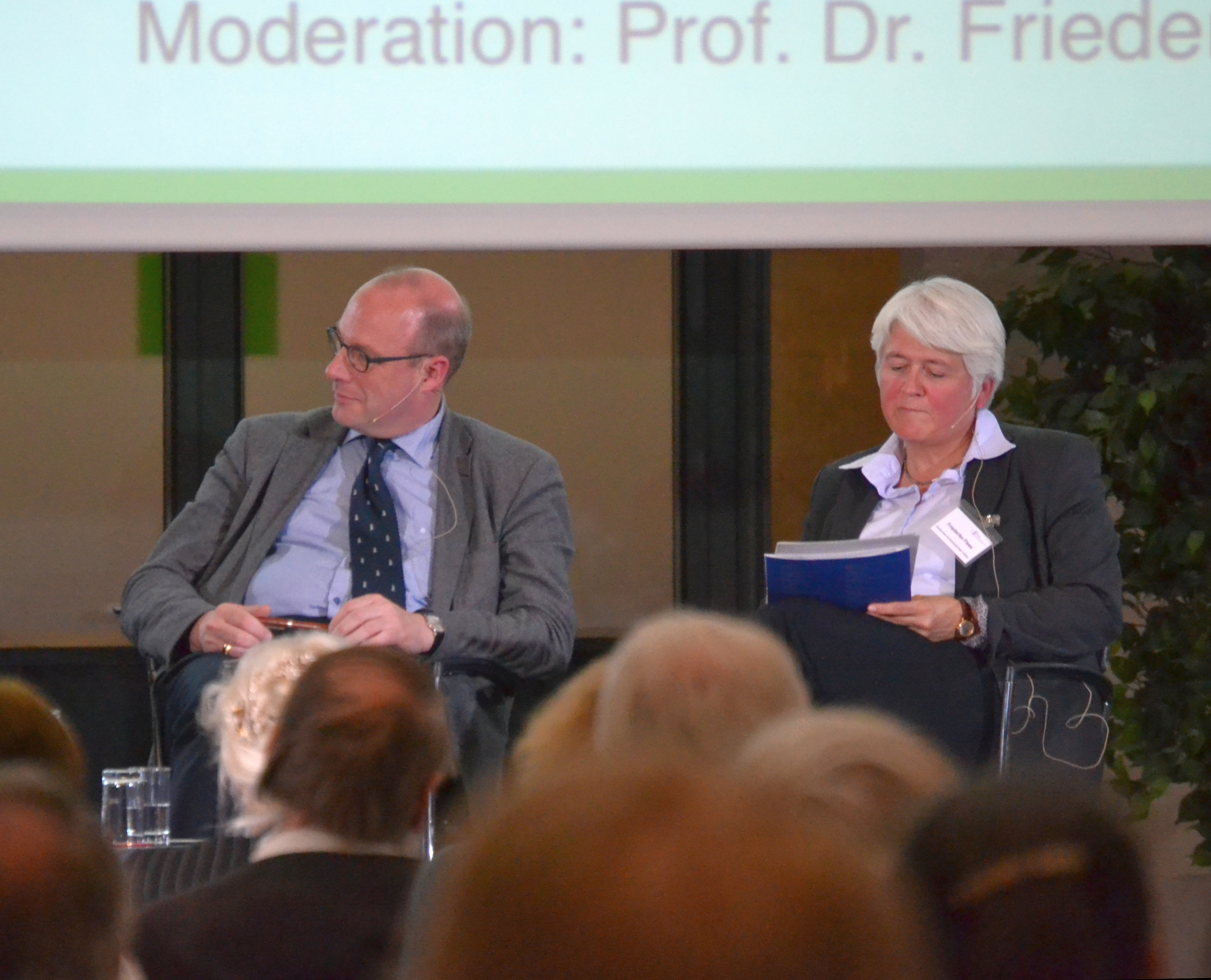
Christoph Markschies mit Friederike Fless auf dem Akademientag 2015 in Berlin

## Leben
Christoph Markschies’ Vater war Lothar Markschies, Professor für neuere deutsche Literatur an der FU Berlin, seine Mutter eine promovierte Lehrerin für Deutsch und Geschichte. Seine Leistungskurse am Gymnasium in Berlin-Steglitz waren Geschichte und Griechisch. Seine Heimatgemeinde war Berlin-Dahlem, hier hörte er Predigten von Helmut Gollwitzer und Kurt Scharf. Nach dem Abitur 1980 und einer Rundreise durch Italien studierte Markschies seit dem Sommersemester 1981 Evangelische Theologie, klassische Philologie und Philosophie in Marburg, Jerusalem, München und Tübingen. In Tübingen war er Teilnehmer der Oberseminare Martin Hengels. Nach dem ersten Theologischen Examen 1987 wurde er als Nachfolger von Hanns Christof Brennecke Assistent von Luise Abramowski. 1991 veröffentlichte er in Tübingen seine Dissertation über Valentinus. Bereits 1994 habilitierte er sich und war von 1995 bis 2000 Professor für Kirchen- und Theologiegeschichte des antiken Christentums an der Universität Jena. Im Herbst 2000 wechselte er an die Universität Heidelberg und hatte dort bis 2004 den Lehrstuhl für Historische Theologie inne. Im Jahr 2001 erhielt er den Leibniz-Preis. 2004 folgte er dem Ruf auf den Lehrstuhl für Ältere Kirchengeschichte (Patristik) an der Humboldt-Universität zu Berlin, deren Präsident er von 2006 bis 2010 war. 2010 erhielt Markschies für sein Gesamtwerk den Theologischen Preis der Salzburger Hochschulwochen.
2015 nahm er die Dagmar-Westberg-Stiftungsprofessur an der Johann Wolfgang Goethe-Universität Frankfurt am Main wahr. Seit Oktober 2019 ist er Mitglied im Universitätsrat der Universität Erfurt.
Christoph Markschies’ Bruder ist der Kunsthistoriker Alexander Markschies (* 1969).

## Wirken
Christoph Markschies ist ordentliches Mitglied der Berlin-Brandenburgischen Akademie der Wissenschaften. Von 2003 bis 2015 war er Sekretar der geisteswissenschaftlichen Klasse und in dieser Funktion Mitglied des Vorstands der Akademie. Weiter gehört er den Akademien der Wissenschaften zu Erfurt und Heidelberg an und ist Mitglied der Europäischen Akademie der Wissenschaften und Künste, der Akademie der Wissenschaften und der Literatur Mainz sowie der Academia Europaea (2007).
Er leitet die Akademieunternehmen „Die Griechischen Christlichen Schriftsteller der ersten Jahrhunderte“ und das „Turfan-Unternehmen“ des Langzeitvorhabenprogramms der Union deutscher Akademien. Er ist Senator der Leibniz-Gemeinschaft, Mitglied des wissenschaftlichen Beirates der Fritz Thyssen Stiftung und diverser weiterer Beiräte wissenschaftlicher Institutionen sowie seit 2017 Jurymitglied des Voltaire-Preises. Er war Fellow des Wissenschaftskollegs zu Berlin und Mitglied seines wissenschaftlichen Beirates. Er war mehrmals Fellow des Institute for Advanced Study der Hebräischen Universität Jerusalem und lehrt seit 1996 regelmäßig dort.
2005 schlug ihn eine Findungskommission zur Nachfolge des zurückgetretenen HU-Präsidenten Jürgen Mlynek als neuen Präsidenten vor. Das Kuratorium der Universität schlug ihn daraufhin am 23. September 2005 als Nachfolger vor. Am 1. November 2005 wählte ihn das Konzil der Universität im ersten Wahlgang mit 47 der abgegebenen 54 Stimmen (vier ungültige Stimmen, drei Gegenstimmen) zum neuen Präsidenten. Seine Amtszeit begann am 1. Januar 2006, Markschies war zu dieser Zeit Deutschlands jüngster Universitätspräsident.
Für Aufsehen sorgten Äußerungen Markschies’ im Zusammenhang mit dem schlechten Abschneiden der Humboldt-Universität im Exzellenzwettbewerb im Jahr 2007. Als Erklärung hierfür verwies Markschies auf die Tatsache, dass die HU als frühere Universität der DDR erst seit 17 Jahren zum „bundesrepublikanischen Wissenschaftssystem“ gehöre. Durch Vergleiche mit anderen Universitäten implizierte er, dass die HU erst seit 17 Jahren wieder als moderne Hochschule existiere, auch wenn seinerzeit das Jubiläum zum 200. Jahrestag der Universität vorbereitet wurde und es eine damals 60-jährige Geschichte der Hochschule unter dem Namen Humboldts gab. Vor allem Wissenschaftler und Angestellte, die bereits vor 1990 an der HU gearbeitet hatten, fühlten sich durch diese Einschätzung gekränkt.
Am 8. September 2009 kündigte Markschies an, für keine weitere Amtszeit als Präsident der Humboldt-Universität zur Verfügung zu stehen und dieses Amt zum Ende seiner Wahlperiode im Jahr 2010 aufzugeben.
Im Frühjahr 2010 wurde Markschies Vorsitzender der Kammer für Theologie der Evangelischen Kirche in Deutschland, seit Juni desselben Jahres ist er Beauftragter des Rates für den Johanniterorden, dessen Ordensdekan er zugleich ist. Seit Januar 2012 ist er regelmäßiger Kolumnist des Monatsmagazins Chrismon plus. Dort verantwortet er die Kolumne Das Wort, in der es um die Auslegung ausgewählter Bibelstellen geht.
2020 übernahm Markschies die Herausgeberschaft der Theologischen Literaturzeitung.
Als ordinierter Pfarrer predigt er regelmäßig in Berlin.

## Auszeichnungen und Ehrungen
- 1994: Hanns-Lilje-Preis
- 2007: Ehrendoktorwürde der Theologischen Fakultät der Universität Lucian Blaga Sibiu
- 2011: Ehrendoktorwürde der Theologischen Fakultät der Universität Oslo[22]
- Am 10. Februar 2017 verliehen die Päpstliche Lateranuniversität und deren Institut Augustinianum Markschies als erstem Protestanten überhaupt die Ehrendoktorwürde für seine Forschungen über die Kirchengeschichte der Antike.[23]
- Am 4. Oktober 2017 erhielt Markschies von Bundespräsident Frank-Walter Steinmeier für sein Engagement im ökumenischen und im jüdisch-christlichen Dialog den Verdienstorden der Bundesrepublik Deutschland.[24]

## Wichtige Veröffentlichungen
- Valentinus Gnosticus? Untersuchungen zur valentinianischen Gnosis, mit einem Kommentar zu den Fragmenten Valentins. WUNT 65. Mohr, Tübingen 1992, ISBN 3-16-145993-8.
- Arbeitsbuch Kirchengeschichte. UTB 1857. Mohr, Tübingen 1995, ISBN 3-16-146354-4 (Standard-Einführung für Theologiestudierende).
- Das antike Christentum: Frömmigkeit, Lebensformen, Institutionen, München, Beck 2006, ISBN 978-3-406-54108-7.
- Alta Trinità Beata. Gesammelte Studien zur altkirchlichen Trinitätstheologie, Tübingen 2000.
- Die Gnosis. Beck’sche Reihe 2173: C. H. Beck Wissen, München 2001, ISBN 3-406-44773-2.
- (Hrsg.:) Zwischen Altertumswissenschaft und Theologie. Zur Relevanz der Patristik in Geschichte und Gegenwart. Studien der Patristischen Arbeitsgemeinschaft 6. Peeters, Leuven 2002, ISBN 90-429-1200-6.
- Ist Theologie eine Lebenswissenschaft? Einige Beobachtungen aus der Antike und ihre Konsequenzen für die Gegenwart. Olms, Hildesheim u. a. 2005, ISBN 3-487-13065-3.
- Kaiserzeitliche antike christliche Theologie und ihre Institutionen. Prolegomena zu einer Geschichte der antiken christlichen Theologie, Tübingen 2007.
- Origenes und sein Erbe. Gesammelte Studien, Texte und Untersuchungen zur Geschichte der altchristlichen Literatur 160, Berlin/New York 2007.
- (mit Johannes Zachhuber als Hrsg.): Die Welt als Bild. Interdisziplinäre Beiträge zur Visualität von Weltbildern. Walter de Gruyter Verlag, Berlin / New York 2008, ISBN 978-3-11-020029-4.
- Gnosis und Christentum, 2009.
- Zur Freiheit befreit. Bildung und Bildungsgerechtigkeit in evangelischer Perspektive, Edition Chrismon, Frankfurt/Main 2011.
- (zusammen mit Jens Schröter als Hrsg.): Antike christliche Apokryphen in deutscher Übersetzung. Herausgegeben von Christoph Markschies und Jens Schröter in Verbindung mit Andreas Heiser; 7. Auflage der von Edgar Hennecke begründeten und Wilhelm Schneemelcher fortgeführten Sammlung der neutestamentlichen Apokryphen. I. Band: Evangelien und Verwandtes. Mohr Siebeck, Tübingen 2012. Zwei Teilbände.
- Hellenisierung des Christentums. Sinn und Unsinn einer historischen Deutungskategorie, Theologische Literaturzeitung. Forum 25, Leipzig 2012.
- Christian Theology and its Institutions in the Early Roman Empire. Prolegomena to a History of Early Christian Theology, Waco, TX 2015.
- Gottes Körper: jüdische, christliche und pagane Gottesvorstellungen in der Antike. C.H. Beck. München 2016. ISBN 3-406-66866-6.
- Aufbruch oder Katerstimmung? Zur Lage nach dem Reformationsjubiläum. Kreuz Verlag. Freiburg i.Br. 2017. ISBN 978-3-946905-09-7. (Online)
- Christliche und jüdische Mystik : Gemeinsamkeiten und Unterschiede. Evangelische Verlagsanstalt, Leipzig, 2020. ISBN 978-3-374-06135-8.
- Ptolemaeus Gnosticus? Untersuchungen zur valentinianischen Gnosis II mit einem Kommentar zu dem Brief des Ptolemaeus an Flora und seiner Kommentierung bei Epiphanius von Salamis (= Wissenschaftliche Untersuchungen zum Neuen Testament, Bd. 512). Mohr Siebeck, Tübingen 2023, ISBN 978-3-16-162693-7.